# Dieudonné de Gozon
Dieudonné de Gozon (zm. w 1353 w Rodos) – 27 wielki mistrz zakonu joannitów w latach 1346–1353.